# Adeonella damicornis
Adeonella damicornis är en mossdjursart som beskrevs av Hayward 1988. Adeonella damicornis ingår i släktet Adeonella och familjen Adeonellidae. Inga underarter finns listade i Catalogue of Life.